# Somat
Somat ist eine Marke für ein Maschinengeschirrspülmittel und für Geschirrspül-Zusatzprodukte des Henkel-Konzerns mit Sitz in Düsseldorf-Holthausen. Die Marke gehört zu dem strategischen Geschäftsfeld „Wasch- und Reinigungsmittel“. Somat wird derzeit in Deutschland, Österreich, der Schweiz, Italien, Frankreich, Osteuropa und der Türkei vertrieben.

## Historische Entwicklung
1962 führte Henkel mit Somat den ersten Reiniger in Deutschland ein, der speziell für Geschirrspülmaschinen entwickelt wurde. Zunächst waren lediglich zwei Produkte verfügbar, ein Reiniger in Pulverform sowie ein Klarspüler, die auch von der Böhme Chemie produziert wurden. 1976 kam das Spezial-Salz zum Produktportfolio hinzu, 1982 folgte ein Maschinenpfleger und 1989 das erste Geschirrspülmittel in Tablettenform („Tabs“). 1999 erschien mit Somat 2in1 eine neue Generation von Somat-Geschirrspültabs, die zwei Funktionen (Reiniger und Klarspüler) in einem Tab vereinte. 2001 wurde das Multitab-Segment um Somat 3in1 erweitert. 2005 bzw. 2007 folgten Somat 5 bzw. Somat 7 mit diversen Zusatzfunktionen. Im Mai 2009 folgte Somat 9, das 2011 durch Somat 10 abgelöst wurde.
Aktuell umfasst das Somat-Produktportfolio eine breite Palette an Reinigern in Pulver- und Tablettenform sowie an Zusatzprodukten wie Klarspüler, Spezial-Salz, Deodorants und Maschinenpfleger.

## Hintergrund
Zur Markteinführung von Somat waren Geschirrspülmaschinen noch eine Seltenheit und Somat daher lediglich ein Nischenprodukt. Verfügten 1962 nur ca. 20.000 Haushalte in Westdeutschland über eine elektrische Geschirrspülmaschine, so stieg die Zahl 1971 auf über 1,7 Millionen. Zu Beginn der neunziger Jahre waren bereits 30 % und kurz vor der Jahrtausendwende knapp 47 % der deutschen Haushalte mit einem Geschirrspüler ausgestattet. 2008 waren ca. 25 Millionen Geschirrspülmaschinen in Deutschland im Einsatz. 2022 besaßen rund 74,6 Prozent der Haushalte in Deutschland eine Geschirrspülmaschine. Geschirrspülmaschinen-Tabs haben inzwischen mit einem Anteil von 87 % die dominierende Stellung gegenüber klassischem Pulver eingenommen (Stand 02/2008).